# Monitorul Oficial al României
Monitorul Oficial al României ist das offizielle Amtsblatt des rumänischen Staates.
Im „Monitorul Oficial“ werden Gesetze, Entscheidungen, Erlasse, Verordnungen usw. veröffentlicht. Die erste Ausgabe erschien 1832. Der „Monitorul Oficial“ unterstand der Abgeordnetenkammer (Camera Deputaților). Während der Staatskrise in Rumänien 2012 wurde die Redaktion jedoch der Regierung unterstellt.